# 洪福寺
洪福寺（こうふくじ）は、神奈川県横浜市西区にある臨済宗建長寺派の寺院。洪福寺交差点は交通の要衝として知られる。

## 歴史
洪福寺の創設について、『新編武蔵風土記稿』は橘樹郡芝生村の百姓権右衛門の祖先で1660年（万治3年）に死去した心無道安、村の記録に残る説として1354年（文和3年）に死去した仏寿禅師、古老の話として大空呑海和尚の3つの説を挙げている。三代将軍家光の当時に、寺が戸籍事務を担うことになり、寺院の無かった芝生村の住民は1636年（寛永13年）頃に袖すり山にあった薬師堂を移設し、洪福寺を建てたと伝えられている。没年月日などから、仏寿禅師は袖すり山に観音堂を建てた人物、心無道安は洪福寺の開山、大空呑海は中興の祖と考えられる。
洪福寺は1883年（明治16年）1月2日に火災で焼失。1923年（大正12年）9月1日には関東大震災により山門を残して倒壊し、第二次世界大戦では空襲で焼失している。現在の本尊は薬師如来であるが、『新編武蔵風土記稿』には目洗薬師、横浜市史稿には釈迦如来像とある。目洗薬師は1883年の火災あるいはそれ以前に失われ、釈迦如来は空襲で焼失したと考えられる。第二次大戦以前は薬師堂、観音堂、不動堂があり、三聖堂と呼ばれていた。鎮守として祭られている社宮司大権現は、通称「おしゃもじ様」と呼ばれ、のどの病気や風邪の神様とされる。患者は供えられているしゃもじを1本持ち帰り、それで患部を撫でると病が癒えるといわれた。快復したら新しいしゃもじと合わせて2本にして返す風習があり、インフルエンザの流行の際にはしゃもじが山のように集まったという。横浜市電建設時は、最寄りの停留所名は「社宮司」を予定していた。
洪福寺では、定期的に坐禅会や写経会が開かれている。墓地は現在でも旧薬師堂のあった山にある。

## 周辺

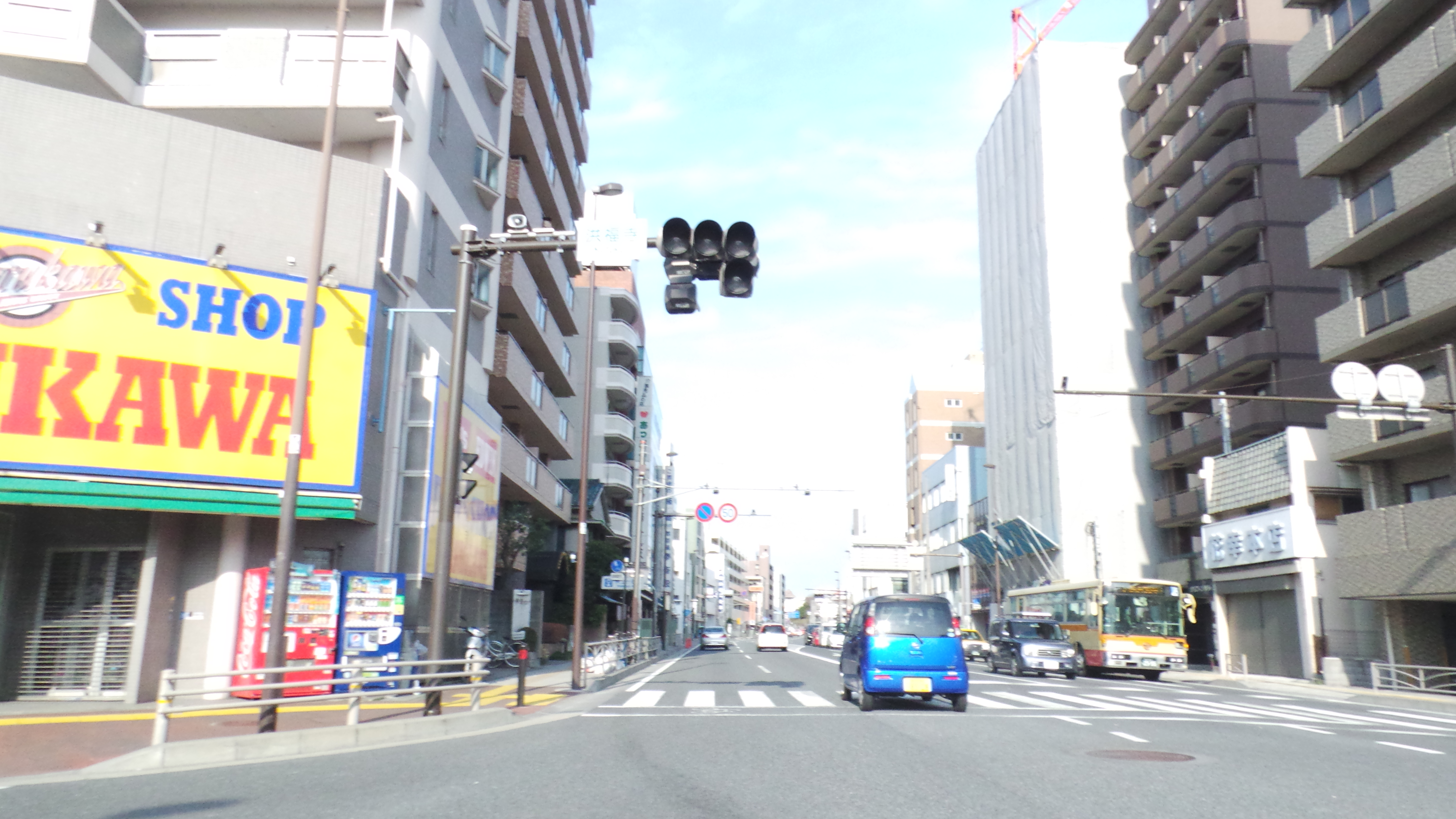
洪福寺交差点（洪福寺山門は後方のため見えない）

国道16号と環状1号（市道青木浅間線）の2本の幹線道路が交差する洪福寺交差点は交通の要衝であり、かつては横浜市電のターミナルであった。のちに横浜市営トロリーバスも運行されていたが、市電は1969年、トロリーバスは1972年に廃止となった。現在では横浜駅西口と国道16号保土ケ谷区・旭区、尾張屋橋を経て戸塚区や南区などの各地を結ぶ路線を中心に、路線バスが多数運行している。
この近くにあった遊廓は、戦後は赤線地帯の新天地カフェー街となり賑わいを見せたが、1958年の売春防止法施行により姿を消した。周辺の洪福寺商栄会は1960年に松原安売り商店会と合併し、洪福寺松原商店街となる。現在は旧松原安売り商店会の部分が、市内有数の商店街として賑わっている。